# Данта-ді-Кадоре
Данта-ді-Кадоре (італ. Danta di Cadore, вен. Danta de Cador) — муніципалітет в Італії, у регіоні Венето, провінція Беллуно.
Данта-ді-Кадоре розташована на відстані близько 520 км на північ від Рима, 130 км на північ від Венеції, 55 км на північний схід від Беллуно.
Населення — 489 осіб (2014).

## Демографія
Населення за роками:

Станом на 1 січня 2023 року в муніципалітеті офіційно проживало 9 іноземців з 4 країн, серед них 6 громадян країн Євросоюзу.

## Сусідні муніципалітети
- Ауронцо-ді-Кадоре
- Комеліко-Суперіоре
- Сан-Ніколо-ді-Комеліко
- Санто-Стефано-ді-Кадоре